# Science Fiction im Ullstein Verlag
In den 1970er und 1980er Jahren besaß der Ullstein Verlag eine eigene Abteilung bzw. Reihe für Science-Fiction-Romane und -Kurzgeschichtensammlungen. Diese wechselte mehrfach Namen, Logo und Coverlayout. Verbindendes Element der verschiedenen Epochen war besonders die bis 1982 dort erscheinende Reihe Science Fiction Stories. Redakteur und Herausgeber der Reihe war von 1970 bis 1981 Walter Spiegl, der bei den Science Fiction Stories auch durchgängig als Übersetzer tätig war; 1981 beendete Spiegl aus persönlichen Gründen seine Tätigkeit im SF-Bereich, da sich sein Interesse zunehmend dem Kunst- und Antiquitätenhandel zuwandte, und wurde als Redakteur und Herausgeber durch Ronald M. Hahn ersetzt.
Die Reihe bzw. Abteilung zählte, u. a. aufgrund einer monatlichen Auflagenhöhe von ca. 10–12.000 während der 70er und 80er Jahre, zu den wichtigsten SF-Buchverlagen der alten Bundesrepublik.
Im Laufe ihrer Geschichte firmierte die Reihe unter verschiedenen Bezeichnungen:
- Ullstein 2000 (1970–1979)
- Romane der Zukunft/Stories der Zukunft (1979–1982)
- Ullstein Science Fiction (1982–1985)
- Ullstein 2000 (1986–1988)

## Geschichte

### Ullstein 2000 (1970–1979)
Im Jahr 1970 startete die Reihe unter dem Namen Ullstein 2000 mit dem 1. Band der Science Fiction Stories. Die bedeutendsten SF-Autoren (teils im Sinne ihrer Bedeutung für die SF, teils im Sinne der Anzahl der in der Reihe erscheinenden Bücher), deren Romane in dieser Zeit bei Ullstein (oft in deutschen Erstausgaben) veröffentlicht wurden, waren Jeff Sutton, Bart Somers, Eric Frank Russell, H. Beam Piper, Manly Wade Wellman, Murray Leinster, L. Sprague de Camp, Poul Anderson, Wilson Tucker, Andre Norton, Arthur C. Clarke, James H. Schmitz, Jack Vance, Brian Aldiss, E. C. Tubb, James E. Gunn, Edmond Hamilton, James White, Joseph Green und Harry Harrison.
In dieser Zeit erschienen die Bände 1–75 der Science Fiction Stories.

### Romane der Zukunft/Stories der Zukunft (1979–1982)
Im Jahre 1979 änderte die Reihe ihr Erscheinungsbild und bekam den Untertitel Romane der Zukunft. In dieser Umbruchphase erschienen vor allem Romane von Jerry Sohl und John Morressy, es wurde aber auch Jack Vance' bereits vor 1979 in der Reihe erschienener Tschai-Zyklus neu aufgelegt.
Die Science Fiction Stories wurden in Stories der Zukunft umbenannt, führten aber noch ihre alte Bandzählung fort. In dieser Zeit erschienen die Bände 76–92. Die Bände 82 und 83 (beide 1980) trugen jedoch ebenfalls den Titel Romane der Zukunft, da es sich dabei um Sammlungen von Kurzromanen verschiedener Autoren handelte. Die Bände 76–78, 86 und 88 (die jeweils 1979 und 1981 erschienen) boten einen Querschnitt aus US-amerikanischen Best-of-Bänden an Stories aus dem Magazin If. Die Stories der Zukunft wurden noch bis zum Band Nr. 92 fortgeführt und dann im Frühjahr 1982 eingestellt.

### Ullstein Science Fiction (1982–1985)
1982 erfolgte mit dem Wechsel von Spiegl zu Hahn wieder ein Wechsel von Name, Logo und Covergestaltung, indem die Reihe in Ullstein Science Fiction umbenannt wurde. In der Reihe erschienen nun Romane von Robert Silverberg, Michael Moorcock, John Sladek, Algis Budrys, Marion Zimmer Bradley, Michael Shea, Sam J. Lundwall, A. E. van Vogt und Bruce Sterling. Ältere Romane und Romanzyklen aus der Phase als Ullstein 2000 wurden im neuen Gewand wieder aufgelegt. Ebenfalls wurde Douglas Adams’ Zyklus Per Anhalter durch die Galaxis übernommen, dessen erste vier Bände auf Deutsch ursprünglich bei Rogner & Bernhard erschienen waren, und es erschien der französische Shai-Zyklus von Daniel Walther. Obwohl der Name der Reihe gleich blieb, erschienen nun auch zunehmend Fantasyromane, die lediglich durch einen zusätzlichen, Tagline-ähnlichen Aufdruck als Fantasy gekennzeichnet wurden. Zudem wurde das Programm um Romane deutscher Autoren erweitert: Horst Pukallus, Andreas Brandhorst, Michael K. Iwoleit, Thomas Ziegler und Anton M. Kolnberger.
Die Reihe Science Fiction Stories bzw. Stories der Zukunft wurde vor allem durch Storysammlungen ersetzt, die einem jeweiligen Autor gewidmet waren (Ray Bradbury, Judith Merril, Ronald M. Hahn, Michael Bishop, Algys Brudris, John Sladek, David I. Masson, Daniel F. Galouye, Barrington J. Bayley, Barry N. Malzberg, Thomas Ziegler, Horst Pukallus, George R. R. Martin). Einige davon waren in derselben Zusammenstellung zuvor bereits ohne eigenen Titel auf dem Cover als eigene Bände der Science Fiction Stories erschienen, erhielten aber nun in der Neuauflage ab 1982 Titel, die z. T. von ihrer deutschen Erstveröffentlichung im Marion von Schröder Verlag (s. MvS Science Fiction & Fantastica) bzw. im Diogenes Verlag übernommen wurden.
Dazu erschienen, quasi als Ersatz für die eingestellten Science Fiction Stories, einige Anthologien, die jeweils wieder Storys diverser Autoren enthielten:
- Die von Herbert W. Franke herausgegebene 5-bändige Anthologienreihe Kontinuum (der 1. Band noch als Ullstein Science Fiction, die folgenden Bände in der nachfolgenden Phase, als die Reihe wieder Ullstein 2000 hieß, s. u.),
- die dreibändige Storyanthologie Brennpunkt Zukunft, deren Bände 1 und 3 der von Edward L. Ferman und Barry N. Malzberg herausgegebenen US-Anthologie Final Stage entsprach, deren 2. Band jedoch eine eigenständige Storysammlung von Ullstein enthielt,
- und ebenso die alleinstehenden Storyanthologien Welten der Wahrscheinlichkeiten und Visionen von Morgen (beide Hrsg. Ronald M. Hahn) und Der zeitlose Traum (eine Anthologie der besten Stories aus dem deutschen SF-Magazin Comet, Hrsg. Michael Nagula).

### Ullstein 2000 (1986–1988)
Im Sommer 1986 erfolgte, nach fast einjähriger Erscheinungspause, die letzte Umgestaltung zurück zum Namen Ullstein 2000 mit neuem Logo, der Stil der Coverzeichnungen führte allerdings in etwa die vorige Phase als Ullstein Science Fiction fort, und auch die neu erscheinenden Romane stammten weitgehend von denselben angloamerikanischen Autoren wie zuvor, allerdings kamen Ron Goulart, Philip José Farmer und Philip K. Dick hinzu. An deutschen Neuerscheinungen erschienen in dieser Zeit Die Sternenreise von Klaus Mampell und der deutsche Akasha-Zyklus von Horst Pukallus und Andreas Brandhorst.
Ebenfalls erschienen:
- Drei jeweils zweibändige Storyanthologien, die von Isaac Asimov herausgegeben wurden:
  - Weltraumfrauen,
  - Sternenschiffe
  - und Mit Sherlock Holmes durch Raum und Zeit,
- und die von Ronald M. Hahn und Uwe Anton (unter dem gemeinsamen Pseudonym Isaak Asimuff) als Parodie auf Asimov verfasste Storysammlung Die Roboter und wir.
- Die letzten drei noch einem einzelnen Autor gewidmeten Storysammlungen stammten von de Camp und Jack Vance.

1988/89 wurde die eigenständige Reihe eingestellt und Phantastik erschien von da ab in der allgemeinen Reihe Ullstein Bücher bzw. Ullstein Taschenbuchvlg.